# تیولی
تیولی (انگلیسی: Tivoli) شرکت نرم‌افزار آمریکایی است، که در سال ۱۹۸۹ تأسیس شد.